# Língua mayi-kulan
Mayi-Kulan é uma língua Mayi extinta, falada anteriormente na Península do Cabo York no estado de Queensland, na Austrália.
Mayi-kulan e seus dialetos podem ser também dialetos da língua Ngawun/Wunumara.